# Сей, Сейнабо
Сейна́бо Сей (швед. Seinábo Sey; род. 7 октября 1990, Стокгольм) — шведская певица и автор песен.

## Ранние годы
Сейнабо родилась в районе Седермальм, в Стокгольме, 7 октября 1990 года. Она имеет шведские и гамбийские корни. В возрасте восьми лет переехала в Хальмстад и приняла участие в местном конкурсе для музыкально-одарённых подростков.
Сейнабо на ранних этапах своего творчества вдохновлялась Алишей Киз и Бейонсе. Отец Сейнабо, Маудо Сей, был известным музыкантом в Гамбии и Сенегале.
Сейнабо стремилась поступить в Йельский университет, а также сделала несколько шагов в сторону этого и поступила на Международную программу бакалавриата в Хальмстаде, но уже в 16 лет поменяла курс своей жизни, переехала в Стокгольм и окончила музыкальную школу со специализацией в области соул-музыки.

## Карьера
После учебы, Сейнабо начала работать с продюсером Магнусом Лидхолом и выпустила свой дебютный сингл «Younger». Затем выпускает сингл «Hard Time» и «Pistols At Down» Благодаря этим композициям, Сейнабо получила известность как в Швеции, так и за рубежом.. Её творчество называют поп-соулом. На её дебютный сингл было записано много ремиксов, в том числе от норвежского диджея Kygo. Этот ремикс был включён в дебютный альбом Сейнабо «Pretend». Кроме того, ремикс попал в топ Billboard Hot Dance Club Songs. 16 апреля 2015 года дебютный сингл Сейнабо был назван треком дня на BBC Radio 1.
Сейнабо выступала на Шведской версии премии Грэмми 2014 года. В октябре 2014 года Сейнабо выпускает расширенную версию EP под названием «For Madeleine», который назван в честь её матери. Альбом был спродюсирован Магнусом Лидхолом, а среди авторов песен, кроме самой Сейнабо, выступил такой известный музыкант как Salem Al Fakir. В том же месяце она выступала в Королевском драматическом театре в Стокгольме. Также Сейнабо выступала на концерте Нобелевской премии мира в 2014 году.
30 марта 2015 года, Сейнабо выпустила свой второй EP, содержащий четыре композиции и названный в честь её отца Маудо — «For Maudo». Вторая пластинка повторила успех первой и получила широкое признание критиков, как в Швеции, так и за рубежом. Эту пластинку описывали как «невесомую и завораживающую», а один критик назвал композиции с этой пластинки «исключительно красивой музыкой».
23 октября 2015 года Сейнабо выпустила свой дебютный альбом «Pretend». Альбом содержит 16 треков и включает признанные хиты «Younger», «Hard Time» и «Pistols At Down». Альбом получил хорошие отзывы и признание по всему миру. Сингл «Poetic» из дебютного альбома Сейнабо был включён в авторскую подборку Тейлор Свифт на стримминговом сервисе Apple Music.

## Дискография

### Альбомы
| Название | Детали                                                                                   | Наивысшая позиция в чартах | Наивысшая позиция в чартах |
| Название | Детали                                                                                   | SWE                        | NOR                        |
| -------- | ---------------------------------------------------------------------------------------- | -------------------------- | -------------------------- |
| Pretend  | - Представлен: 23 октября 2015 - Лейбл: Sweden Music - Форматы: CD, LP, digital download | 4                          | 29                         |

### Синглы
| Название    | Год  | Наивысшая позиция в чартах | Наивысшая позиция в чартах | Наивысшая позиция в чартах | Наивысшая позиция в чартах | Наивысшая позиция в чартах | Альбом                   |
| Название    | Год  | SWE                        | AUT                        | BEL                        | DEN                        | NOR                        | Альбом                   |
| ----------- | ---- | -------------------------- | -------------------------- | -------------------------- | -------------------------- | -------------------------- | ------------------------ |
| "Younger"   | 2013 | 14                         | 54                         | 32                         | 12                         | 1                          | - EP For Madeleine       |
| "Hard Time" | 2014 | —                          | —                          | —                          | —                          | —                          | - EP For Madeleine       |
| "Poetic"    | 2015 | —                          | —                          | —                          | —                          | —                          | - EP For Maudo - Pretend |